# Augusto De Angelis
Augusto De Angelis (Roma, 28 giugno 1888 – Como, 18 luglio 1944) è stato uno scrittore e giornalista italiano, attivo soprattutto durante gli anni del fascismo.

## Biografia
Nel 1930 pubblicò il suo primo romanzo Robin agente segreto, fortemente ispirato a L'agente segreto (1907), romanzo di Joseph Conrad, mentre il suo primo romanzo giallo fu Il banchiere assassinato (1935).
Nella sua breve carriera scrisse poco meno di una ventina di romanzi polizieschi, nella maggior parte dei quali è protagonista il commissario De Vincenzi, capo della squadra mobile di Milano (cui la Rai, fra il 1974 e il 1977, ha dedicato, con il titolo Il commissario De Vincenzi, due serie televisive con l'attore Paolo Stoppa nei panni dell'investigatore), un personaggio arguto ma molto umano, attraverso il quale l'autore si svincolò presto dai cliché dell'investigatore di stampo anglosassone, creando una sorta di Commissario Maigret italiano ante litteram.
Appassionato di teatro e di cinema, ha scritto anche diverse commedie teatrali pubblicate sulla rivista "Il dramma", un quindicinale di commedie edito da Le Grandi Firme di Torino, e due biografie sulla vita e i ricordi della sua attrice prediletta, Dina Galli.
Tuttavia De Angelis non poté godere a lungo del buon successo dei suoi scritti perché la censura del regime fascista impose il sequestro dei romanzi polizieschi nonché la chiusura della famosa collana dei gialli Mondadori, sia perché vedeva con sospetto il genere letterario noir cosiddetto d'élite, considerato come un prodotto della cultura anglosassone, sia perché, per motivi propagandistici e di ordine pubblico, tendeva a far scomparire la categoria del crimine dalle cronache e dalla letteratura.
A causa dei suoi articoli pubblicati sulla "Gazzetta del Popolo", scritti dal 25 luglio all'8 settembre 1943, fu arrestato con l'accusa di antifascismo e successivamente trasferito nel carcere di Como. Uscì di prigione nel 1944 dopo aver scontato diversi mesi di detenzione, estremamente provato e debilitato dalla prigionia, tornò a Bellagio sul lago di Como dove risiedeva, ma ebbe la sfortuna d'incontrarsi con un repubblichino della zona, che per una banale discussione lo aggredì con pugni e calci, tanto da causarne la morte, avvenuta pochi giorni dopo nell'ospedale di Como a causa delle conseguenze del pestaggio.
Oltre a scrivere romanzi gialli, pubblicò Fra le quinte della guerra: diario d'un soldato (1912), fu traduttore dal francese di Paul Adam (I cuori utili, 1929), Jules Claretie (L'accusatore, 1930) e Robert Boucard (L'esercito segreto dell'Inghilterra: rivelazioni di un sanzionista, 1936), e autore di una biografia su Maria Antonietta (Maria Antonietta - Regina di Francia, 1934) e di un'altra, inserita in una serie di "donne nella storia", su L'amante di Cesare (1936).
Nei suoi romanzi, De Angelis rinuncia a molti aspetti della propaganda del regime, ma ne condivide alcune scelte politiche: questo si vede nel romanzo Il candeliere a sette fiamme (1936), titolo con chiari riferimenti alla menorah, nel quale descrive un delitto commesso in un lurido albergo: il commissario De Vincenzi, che deve investigare, si ritrova con i soliti elementi stranieri, in una spy-story in cui gli ebrei hanno un ruolo di primo piano nella neonata questione palestinese. Infatti, il regime fascista è ancora ben lontano dalle leggi razziali e anzi Mussolini appoggia gli ebrei e il sionismo, al punto da aver voluto la formazione presso la scuola marittima di Civitavecchia dei primi ufficiali della futura marina militare israeliana. L'andamento del romanzo, relativo allo spionaggio internazionale, con anche un certo esotismo, risente dell'illustre precedente Lo zar non è morto, scritto dal gruppo dei Dieci e pubblicato nel 1929.
A lungo dimenticati, i suoi romanzi sono stati riscoperti nel 1963 da Oreste Del Buono, acuto talent scout nei generi di intrattenimento che, pur non avendo grande stima del giallo italiano, cura la ristampa di De Angelis presso Feltrinelli e ne scrive: "Dunque, un romanzo poliziesco italiano non esiste, ma almeno un romanziere poliziesco italiano è esistito. Si chiama Augusto De Angelis e ha scritto, pubblicato, si è affermato quando dire un briciolo di verità era anche più difficile di oggi, ovvero in tempo fascista"  . Ne derivano gli sceneggiati televisivi del 1974-1977, resi popolari anche grazie alla riuscita interpretazione di Paolo Stoppa. Più recentemente, dal 2001 al 2014 la casa editrice Sellerio ne ha riproposto nove titoli, a cura di Beppe Benvenuto e dal 2017 i Gialli Mondadori hanno pubblicato sette romanzi. 
Nel 2018 il commissario De Vincenzi torna in scena nel romanzo L'ombra del campione di Luca Crovi, redattore alla Sergio Bonelli Editore, a cui fa seguito nel 2020 L'ultima canzone del Naviglio, entrambi editi da Rizzoli. Infine, nel 2022, il commissario compare nella raccolta di scritti Il mistero della Torre del Parco e altre storie, editore SEM, autore lo stesso Luca Crovi.
Nell'ottobre 2024 Augusto De Angelis è al centro del romanzo Le verità spezzate di Alessandro Robecchi nel quale un regista indaga sulla sua tragica scomparsa. 

## Opere

### Romanzi
- Robin agente segreto (1930)
- Il banchiere assassinato (1935); Garzanti 1975; Sellerio 2009 ISBN 88-389-2376-0; Ecra 2017 ISBN 97-888-6558-219-0; Il Giallo Mondadori. Classici Oro, 2017.
- Sei donne e un libro (1936); Sellerio 2010 ISBN 88-389-2499-6; Ecra 2018 ISBN 97-888-6558-242-8; Il Giallo Mondadori. Classici Oro, 2019.
- Giobbe Tuama & C. (1936); Sellerio, 2008, ISBN 88-389-2319-1; Ecra, 2019, ISBN 97-888-6558-372-2; Il Giallo Mondadori. Classici Oro, 2020.
- La barchetta di cristallo (1936); Sonzogno, 1974; Sellerio, 2004, ISBN 88-389-1965-8; Ecra, 2019, ISBN 97-888-6558-325-8; Il Giallo Mondadori. Classici Oro, 2022.
- Il canotto insanguinato (1936); Sellerio, 2014, ISBN 978-88-389-3236-6; Il Giallo Mondadori. Classici Oro, 2023.
- Il candeliere a sette fiamme (1936); Feltrinelli, 1963 (ne Il commissario De Vincenzi, a cura di Oreste del Buono); Garzanti, 1973; Sellerio, 2005, ISBN 88-389-2064-8; Ecra, 2019, ISBN 97-888-6558-337-1; Il Giallo Mondadori. Classici Oro, 2024.
- L'albergo delle tre rose (1936); Feltrinelli, 1963 (ne Il commissario De Vincenzi, a cura di Oreste del Buono); Garzanti, 1972; Sellerio, 2002, ISBN 88-389-1783-3; Il Giallo Mondadori. Classici Oro, 2025.
- Il Do tragico (1937); Sonzogno, 1976
- Il mistero della Vergine (1938)
- La gondola della morte (1938)
- La notte fatale (1940)
- Le undici meno una (1940)
- L'impronta del gatto, I Romanzi gialli e dell'enigma, Sonzogno, 1940; con una Nota di Beppe Benvenuto, Sellerio, 2007, ISBN 88-389-2232-2; Collana Oscar scrittori moderni, Mondadori, 2015, ISBN 978-88-04-65188-8; Il Giallo Mondadori. Classici Oro, 2021.
- Le sette picche doppiate (1940)
- Il mistero di Cinecittà (1941); Sonzogno, 1974; Sellerio, 2003, ISBN 88-389-1883-X.
- Il mistero delle tre orchidee (1942); Feltrinelli, 1963 (ne Il commissario De Vincenzi, a cura di Oreste del Buono); Garzanti, 1972; Sellerio, 2002, ISBN 88-389-1708-6.
- L'isola dei brillanti (1943); Palomar, 1995
- Allucinazione (1943)
- Curti Bò e la piccola tigre bionda (1943)

### Altri libri
- Dina Galli ed Amerigo Guasti: vent'anni di vita teatrale italiana (prima edizione 1919, seconda edizione 1923)
- Interviste e sensazioni (1926); a cura di Bruno Brunetti, Graphis 2006 ISBN 88-7581-051-6
- Viaggi con Claudine (1927)
- Maria Antonietta - Regina di Francia (1934); Lucchi 1960
- L'amante di Cesare (1936)
- Hitler e il Reno (1936)
- Intelligence Service. La fucina dello spionaggio inglese (1936)
- La vita comica ed eroica di Dina Galli (1938, sull'attrice)

## Filmografia
- Il commissario De Vincenzi - (1974) Miniserie TV - regia di Mario Ferrero
- Il commissario De Vincenzi 2 - (1977) Miniserie TV - regia di Mario Ferrero